# Bemisia psiadiae
Bemisia psiadiae là một loài côn trùng cánh nửa trong họ Aleyrodidae, phân họ Aleyrodinae.
Bemisia psiadiae được Takahashi miêu tả khoa học đầu tiên năm 1955.